# Ur Aska
|  | Denne artikel er oprettet af botten Steenthbot ud fra en ekstern database. Den kan derfor have sproglige fejl eller mangler. Denne skabelon kan fjernes efter kontrol af indholdet. |

Ur Aska er en dansk børnefilm fra 2019 instrueret af Myra Hild.

## Handling
Kvinderne Aska og Embla lever lykkeligt sammen i en skov. Men da Aska begynder at forandre sig, kommer deres hverdag under pres.